# 698 (szám)
A 698 (római számmal: DCXCVIII) egy természetes szám, félprím, a 2 és a 349 szorzata.

## A szám a matematikában
A tízes számrendszerbeli 698-as a kettes számrendszerben 1010111010, a nyolcas számrendszerben 1272, a tizenhatos számrendszerben 2BA alakban írható fel.
A 698 páros szám, összetett szám, azon belül félprím, kanonikus alakban a 21 · 3491 szorzattal, normálalakban a 6,98 · 102 szorzattal írható fel. Négy osztója van a természetes számok halmazán, ezek növekvő sorrendben: 1, 2, 349 és 698.
A 698 négyzete 487 204, köbe 340 068 392, négyzetgyöke 26,41969, köbgyöke 8,87058, reciproka 0,0014327. A 698 egység sugarú kör kerülete 4385,66334 egység, területe 1 530 596,507 területegység; a 698 egység sugarú gömb térfogata 1 424 475 149,4 térfogategység.